# Куштіряковська сільська рада
Куштіря́ковська сільська рада (рос. Куштиряковский сельский совет) — муніципальне утворення у складі Бакалинського району Башкортостану, Росія. Адміністративний центр — село Куштіряково.

## Населення
Населення — 491 особа (2019, 702 у 2010, 891 у 2002).

## Склад
До складу поселення входять такі населені пункти:
| Населений пункт         | Населення, осіб (2002) | Населення, осіб (2010) |
| ----------------------- | ---------------------- | ---------------------- |
| Карповка, село          | 59                     | 38                     |
| Куштіряково, село       | 422                    | 345                    |
| Новосасикуль, присілок  | 166                    | 129                    |
| Новий Тумутук, присілок | 244                    | 190                    |